# 小行星51895
小行星51895（51895 Biblialexa）是一颗绕太阳运转的小行星，为主小行星带小行星。该小行星于2001年8月19日发现。
該小行星以埃及亞歷山卓的新亞歷山大圖書館命名。

## 轨道参数
小行星51895的轨道半长轴为3.0084430 UA，离心率为0.089。